# Лос Мангос (Хенерал Кануто А. Нери)
Лос Мангос (шп. Los Mangos) насеље је у Мексику у савезној држави Гереро у општини Хенерал Кануто А. Нери. Насеље се налази на надморској висини од 1029 м.

## Становништво
Према подацима из 2010. године у насељу је живело 15 становника.

### Хронологија
| Година       | 2000         | 2005 | 2010 |
| ------------ | ------------ | ---- | ---- |
| Становништво | 55 (21 / 34) | 17   | 15   |

### Попис
| # | Индикатор                     | Вредност |
| - | ----------------------------- | -------- |
| 1 | Укупно домаћинстава           | 7        |
| 2 | Укупно насељених домаћинстава | 2        |
| 3 | Величина локације             | 1        |